# CouchSurfing
Каучсурфинг (енгл. CouchSurfing) је друштвено-социјална мрежа на Интернету чији је циљ да приближи чланове који нуде смештај онима којима тренутно треба (нпр. путницима) где су обе групе људи чланови сајта, тј. мреже. Начин рада сајта је тај да приликом учлањења појединца, он може ако је у могућности да пружи смештај другим, а то и постави на свом статусу. Или да пошаље захтев другим члановима мреже за смештај (кауч, одакле је и назив сајта) уколико се буде нашао на путовању у месту боравка домаћина.

## Спољуашње везе
- Званични веб-сајт